# Maloides cavernicola
Genre
Synonymes
- Mala Forster & Wilton, 1973 nec Distant, 1884

Espèce
Synonymes
- Mala cavernicola Forster & Wilton, 1973

Maloides cavernicola, unique représentant du genre Maloides, est une espèce d'araignées aranéomorphes de la famille des Amaurobiidae.

## Distribution
Cette espèce est endémique de Nouvelle-Zélande.

## Publications originales
- Forster & Wilton, 1973 : The spiders of New Zealand. Part IV. Otago Museum Bulletin, vol. 4, p. 1-309.
- Platnick, 1989 : Advances in Spider Taxonomy 1981-1987: A Supplement to Brignoli's A Catalogue of the Araneae described between 1940 and 1981. Manchester University Press, p. 1-673.